# It Was Always Me
It Was Always Me (Originaltitel: Siempre fui yo) ist eine kolumbianische Jugendserie, die von The Mediapro Studio für die Walt Disney Company umgesetzt wurde. Die Premiere der Serie fand in Kolumbien am 15. Juni 2022 auf Disney+ statt. Im deutschsprachigen Raum erfolgte die Erstveröffentlichung der Serie durch Disney+ am 20. Juli 2022.

## Handlung

### Staffel 1
Mexiko: Das Leben der Journalismusstudentin Lupe ändert sich schlagartig, als sie erfährt, dass ihr Vater, auch bekannt als „El Faraón“, verstorben ist. In seiner Heimat Kolumbien gilt er als Musiklegende. Daraufhin beschließt Lupe, ihre Heimat Mexiko zu verlassen, um an der Beerdigung ihres Vaters in der kolumbianischen Stadt Cartagena teilzunehmen. Bei ihrer Ankunft in Kolumbien lernt sie einen geheimnisvollen jungen Mann namens Noah kennen, der sich als Assistent ihres verstorbenen Vaters entpuppt. Lupe entschließt sich zu bleiben, als sie zu ahnen beginnt, dass der Tod ihres Vaters doch kein Unfall war. Sie nimmt an einem Musikwettbewerb teil, um im Umfeld ihres verstorbenen Vaters nach weiteren Informationen und Hinweisen zu seinem rätselhaften Tod zu suchen. Dabei muss sich Lupe ihrer größten Angst stellen: in der Öffentlichkeit zu singen. Gemeinsam mit Noah begibt sie sich auf ein musikalisches Abenteuer voller Gefahren, Geheimnisse, Intrigen und Romantik. Doch Lupe kann niemandem trauen, nicht einmal Noah, und es liegt noch ein weiter Weg vor ihr, bis sie die Wahrheit herausfindet, die sich im Herzen der karibischen Region Kolumbiens verborgen hält.

### Staffel 2
Drei Jahre nach der TV-Übertragung der Contest-Show „Lucas Martin Presenta: El camino del Faraón“ kommen die ehemaligen Teilnehmer wieder zusammen, um auf Pipes Privatinsel ein Reunion-Album aufzunehmen. Pipe zählt mittlerweile zu den berühmtesten Rockstars in Kolumbien. Aber nicht nur sein Leben hat sich drastisch verändert, sondern auch das der anderen: Lupe zum Beispiel hat ihren Lebensmittelpunkt in Mexiko, wo sie ihrer Berufung als Journalistin nachgeht; Noah hingegen fristet sein Dasein in einer Bar, die er von seiner Familie in Kolumbien geerbt hat. Das Reunion-Album bietet also die perfekte Gelegenheit, sich wieder näher zu kommen. Doch das Wiedersehen wird getrübt, als in der ersten Nacht eine wertvolle Halskette, die Lupe von „El Faraón“ geschenkt bekommen hat, entwendet wird. Nach und nach kommen verborgene Geheimnisse und unbequeme Wahrheiten auf mysteriöse und rätselhafte Weise ans Licht, die nicht nur zu Spannungen zwischen den alten Freunden führen, sondern auch ihre im Laufe der Jahre aufgebauten Leben in Scherben zu legen drohen.

## Figuren
Lupe ist eine entschlossene, mutige junge Frau mit einem großen Herzen. Sie ist die Tochter von „El Faraón“ einer Folk-Legende in Kolumbien. Lupe ist in Mexiko geboren sowie aufgewachsen und lebt mit ihrer Mutter Cecilia zusammen. Derzeit studiert sie Journalismus an der Universität und verdient sich nebenbei mit dem Einsingen von Werbejingles etwas Geld dazu. Lupe hat zwar ein großes Gesangstalent, pflegt aber ein ambivalentes Verhältnis zur Musik, weil sie die Welt ihres Vaters kritisch betrachtet. Sie meidet die große Bühne und alles, was mit dem Showbusiness zu tun hat. Lupe möchte den Tod ihres Vaters näher untersuchen, da sie fest davon überzeugt ist, dass etwas Faul an der ganzen Sache ist. Und so beginnt für sie eine Reise ins Unbekannte. Auf ihren Weg die Wahrheit aufzudecken, wird Lupe vor mehrere Hürden gestellt werden.
Noah ist relaxt, lebenslustig und besitzt ein treues Herz. Er träumt davon, seinen Lebensunterhalt mit der Musik zu bestreiten. Das Leben führte ihn zum berühmten kolumbianischen Musikstar „El Faraón“, welcher Noah zu seinem persönlichen Assistenten machte. Nach dem Ableben von „El Faraón“ begibt sich Noah auf die Suche nach demjenigen, der etwas mit den mysteriösen Tod zu tun haben könnte. Dabei trifft er auf Lupe, die ebenfalls nach Antworten sucht, und fühlt sich sofort stark zu ihr hingezogen. Jedoch verbirgt Noah vor Lupe ein großes Geheimnis und kommt manchmal nicht umhin, sich ihr gegenüber zweideutig und geheimnisvoll zu geben. 
El Faraón wurde in einem kolumbianischen Fischerdorf an der Küste geboren, und trägt die Musik sowohl im Blut, als auch im Herzen. Silvestre Díaz, der unter seinem Pseudonym „El Faraón“ das Herz eines ganzen Landes erobern konnte, genießt Legendenstatus. Und das kommt nicht von ungefähr. Mit der charmanten und fröhlichen Interpretation seiner Lieder, in welchen er seine Gefühle, Sorgen und Begeisterung glaubwürdig ausdrückt, und die mit den für die Region typischen Rhythmen untermalt sind, begeisterte er die Massen. Privat verlief nicht alles so rosig. Aufgrund seines Machogehabes und seiner unstillbaren Faszination für Frauen, war er ein überzeugter Junggeselle, dem es unmöglich war, eine dauerhafte Liebesbeziehung zu führen. Sein Lebensstil und seine selbstsüchtige Art sorgten dafür, dass die Beziehung zu seinen beiden Kindern Lupe und Pipe sehr distanziert war. Der Tod von „El Faraón“ erschütterte eine ganze Nation und gibt den Anstoß für eine Reise, deren Ausgang ungewiss ist.
Pipe ist der Sohn von „El Faraón“ und der Halbbruder von Lupe. Er ist verwöhnt, launisch und arrogant. Pipe fühlte sich seinem Vater nie nahe, und die unzähligen Versuche, die Bindung zu ihm zu stärken, trugen keine Früchte. Denn sein Vater, der als großes Idol angesehen wird und auch so lebte, könnte ihm nie die Aufmerksamkeit entgegenbringen, die er sich als Sohn wünschte. 
Lucas Martin war einst der Manager von „El Faraón“ und später sein Geschäftspartner. Er ist ein wahrer Vordenker: manipulativ, intelligent und ehrgeizig. Die Wahl für eine strategische Partnerschaften fällt er stets mit Kalkül. Er ist sehr auf Geld und Macht bedacht. In den letzten Lebensjahren von „El Faraón“ hatte er mehrere Auseinandersetzungen mit dem Sänger.
Wendy war bis zu seinem Tod die Betreuerin und wahre „rechte Hand“ von „El Faraón“. Sie ist eine hilfsbereite und engagierte Person, die immer ein Lächeln auf den Lippen hat. Wendy kennt Lupe seit klein auf und hat sie über die Jahre sehr lieb gewonnen. Zu Noah hingegen pflegt sie ein sehr angespanntes Verhältnis, da sie ihm misstraut.
Charly ist der beste Freund von Pipe. Er stammt aus einer sehr wohlhabenden Familie, jedoch fehlte es ihm stets an Zuneigung und Unterstützung. An der Seite des Sohnes von „El Faraón“ zu stehen, ist für Charly ein direktes Ticket in Richtung Ruhm. Er ist die Art von Mensch, welche glaubt, die Welt im Sturm erobern zu können, und ein Anrecht auf Ruhm, Anerkennung und Reichtum zu haben.
Angie ist eine lustige, kreative, begabte und charismatische Persönlichkeit. Ihre extreme Großzügigkeit führt jedoch dazu, dass sie sich oft selbst hintenranstellt und sich ausschließlich den Wünschen der anderen beugt. Sie ist heimlich in Sammy verliebt, traut sich aber nicht, es ihm zu gestehen. 
Sammy ist exzentrisch sowie theatralisch und liebt es, im Mittelpunkt der Aufmerksamkeit zu stehen. Von außen betrachtet, ist er egoistisch, autoritär und arrogant, aber tief im Inneren hat er ein gutes Herz. Er ist ein Musikfanatiker.
Kevin ist äußerst talentiert und besitzt großen Mut. Er ist ein Rebell und Protestler, der aus bescheidenen Verhältnissen stammt. Um seinen Traum von der Musik zu verwirklichen, musste er aufgrund seiner Herkunft doppelt so hart arbeiten, auch wenn ihn sein Talent schon in jungen Jahren auszeichnete.
Mercedes ist die Schwester von Kevin. Anders als ihr Bruder, der seine Berufung in der Musik fand und hart dafür arbeiten musste, sich ihr widmen zu dürfen, interessierte sich Mercedes noch nie sonderlich für etwas. Sie sieht in ihren Bruder einen „Verräter“, der sich ihr und dem Rest ihrer Familie überlegen fühlt.
Lucía ist eine bildhübsche, ehrgeizige und umwerfende junge Frau, die mit einer klangvollen Stimme gesegnet ist. Berühmtheit erlangte sie mit ihren Sieg beim Musikfestival „El Camino de El Faraón“. Nun kennt Lucía nur noch ein Ziel, und dieses lautet, ihre Karriere mit allen Mitteln voranzutreiben.
Cecilia ist die Mutter von Lupe. Ihr war bewusst, dass „El Faraón“ stets nur sich selbst liebte und karrierefixiert war. Deshalb verlangte Cecilia nie von ihm, sich groß an der Erziehung von Lupe zu beteiligen. Sie sprach auch nie Lupe das Recht ab, ihren Vater zu sehen und Zeit mit ihm zu verbringen.
Ariel ist ein geheimnisvoller Mann, welcher Lupe auf Schritt und Tritt folgt. Sein Motiv bleibt ihr unklar.

## Besetzung und Synchronisation
Die deutschsprachige Synchronisation entstand nach den Dialogbüchern von Paul Werner sowie unter der Dialogregie von Jörn Linnenbröker durch die Synchronfirma Studio Hamburg Synchron in Hamburg.

### Hauptdarsteller
| Rolle                                    | Schauspieler        | Hauptrolle (Staffel) | Synchronsprecher   |
| ---------------------------------------- | ------------------- | -------------------- | ------------------ |
| María Guadalupe „Lupe“ del Mar Díaz Mint | Karol Sevilla       | 1–2                  | Elise Eikermann    |
| Noah Cortez                              | Pipe Bueno          | 1–2                  | Jesse Grimm        |
| Silvestre „El Faraón“ Díaz               | Christian Tappan    | 1–2                  | Clemens Gerhard    |
| Felipe „Pipe“ Díaz                       | José Julián Gaviria | 1–2                  | Jörn Linnenbröker  |
| Charly Fabián                            | Simón Savi          | 1–2                  | Patrick Stamme     |
| Angie Rueda                              | Juliana Velásquez   | 1–2                  | Annalena Doss      |
| Samuel „Sammy“ García Herrera            | Dubán Prado         | 1–2                  | Flemming Stein     |
| Kevin Cepeda                             | Alejandro Gutiérrez | 1–2                  | Robert Knorr       |
| Lucas Martin                             | Antonio Sanint      | 1                    | Achim Buch         |
| Wendy Núñez                              | Adriana Romero      | 1                    | Marion von Stengel |
| Ariel Rozo                               | Felipe Botero       | 1                    | Mike Olsowski      |
| Lucía Ibarra                             | Eliana Raventós     | 1                    | Laura Pfister      |
| Sofía                                    | Esther Sanz         | 2                    |                    |
| Zoe                                      | Melanie Dell´olmo   | 2                    |                    |
| Fran                                     | Juan David Penagos  | 2                    |                    |
| Benjamín                                 | Eduardo Pérez       | 2                    |                    |

### Nebendarsteller
| Rolle           | Schauspieler         | Nebenrolle (Staffel) | Synchronsprecher      |
| --------------- | -------------------- | -------------------- | --------------------- |
| Mercedes Cepeda | Katherine Escobar    | 1                    | Selina Böttcher       |
| Cecilia Mint    | Marisol Correa Vega  | 1                    | Stephanie Damare      |
| Lili            | Gianina Arana        | 1                    | Franciska Friede      |
| Ali             | Claudia Arciniegas   | 1                    | Runa Pernoda Schaefer |
| Mané            | Juan Camilo Castillo | 1                    | Lars Kemter           |
| Catalino        | Éibar Gutiérrez      | 1                    | Christian Rudolf      |
| Didi            | Antonio Cantillo     | 1                    | Andrés Mendez         |
| José            | Diego Figueroa       | 1                    | Toni Michael Sattler  |
| Oma             | Obeida Benavidez     | 1                    | Carla Becker          |
| Moderatorin     | Rami Herrera         | 1                    | Nadine Schreier       |
| Miguel          | Miguel Angel Viera   | 1                    | Tim Grobe             |

## Episodenliste

### Staffel 1
| Nr. (ges.) | Nr. (St.) | Deutscher Titel       | Originaltitel        | Erstveröffentlichung (Kolumbien) | Deutschsprachige Erstveröffentlichung (D/A/CH) | Regie            | Drehbuch                                                            |
| ---------- | --------- | --------------------- | -------------------- | -------------------------------- | ---------------------------------------------- | ---------------- | ------------------------------------------------------------------- |
| 1          | 1         | El Camino Del Faraón  | El camino del Faraón | 15. Juni 2022                    | 20. Juli 2022                                  | Juan Felipe Cano | Marina Efron, Andres Salgado & Constanza Novick                     |
| 2          | 2         | Der Sprung            | El salto             | 15. Juni 2022                    | 20. Juli 2022                                  | Juan Felipe Cano | Marina Efron, Andres Salgado, Constanza Novick & Carmen López-Areal |
| 3          | 3         | Die Wette             | La apuesta           | 15. Juni 2022                    | 20. Juli 2022                                  | Juan Felipe Cano | Marina Efron, Andres Salgado, Constanza Novick & Carmen López-Areal |
| 4          | 4         | Die Warnung           | Anónimo              | 15. Juni 2022                    | 20. Juli 2022                                  | Juan Felipe Cano | Marina Efron, Andres Salgado, Constanza Novick & Carmen López-Areal |
| 5          | 5         | Die Schuldigen        | Culpables            | 15. Juni 2022                    | 20. Juli 2022                                  | Juan Felipe Cano | Marina Efron & Carmen López-Areal                                   |
| 6          | 6         | Schiffe aus Papier    | Barcos de papel      | 15. Juni 2022                    | 20. Juli 2022                                  | Juan Felipe Cano | Marina Efron & Carmen López-Areal                                   |
| 7          | 7         | Das Halbfinale        | La semifinal         | 15. Juni 2022                    | 20. Juli 2022                                  | Juan Felipe Cano | Marina Efron & Carmen López-Areal                                   |
| 8          | 8         | Die Wende             | Cambio de rumbo      | 15. Juni 2022                    | 20. Juli 2022                                  | Juan Felipe Cano | Marina Efron & Carmen López-Areal                                   |
| 9          | 9         | Die Wundertrommel     | Gira el zoótropo     | 15. Juni 2022                    | 20. Juli 2022                                  | Juan Felipe Cano | Marina Efron & Carmen López-Areal                                   |
| 10         | 10        | Der glückliche Zufall | Serendipia           | 15. Juni 2022                    | 20. Juli 2022                                  | Juan Felipe Cano | Marina Efron & Carmen López-Areal                                   |

### Staffel 2
| Nr. (ges.) | Nr. (St.) | Deutscher Titel | Originaltitel         | Erstveröffentlichung (Kolumbien) | Deutschsprachige Erstveröffentlichung (D/A/CH) | Regie         | Drehbuch                          |
| ---------- | --------- | --------------- | --------------------- | -------------------------------- | ---------------------------------------------- | ------------- | --------------------------------- |
| 11         | 1         | —               | El reencuentro        | 17. Jan. 2024                    | —                                              | Mónica Botero | Marina Efron & Carmen López-Areal |
| 12         | 2         | —               | Uno de nosotros       | 17. Jan. 2024                    | —                                              | Mónica Botero | Marina Efron & Carmen López-Areal |
| 13         | 3         | —               | Secretos              | 17. Jan. 2024                    | —                                              | Mónica Botero | Marina Efron & Carmen López-Areal |
| 14         | 4         | —               | Dime que no fuiste tú | 17. Jan. 2024                    | —                                              | Mónica Botero | Marina Efron & Carmen López-Areal |
| 15         | 5         | —               | Lo sabías             | 17. Jan. 2024                    | —                                              | Mónica Botero | Marina Efron & Carmen López-Areal |
| 16         | 6         | —               | ¡Sorpresa!            | 17. Jan. 2024                    | —                                              | Mónica Botero | Marina Efron & Carmen López-Areal |
| 17         | 7         | —               | Tormenta              | 17. Jan. 2024                    | —                                              | Mónica Botero | Marina Efron & Carmen López-Areal |
| 18         | 8         | —               | Siempre fuiste tú     | 17. Jan. 2024                    | —                                              | Mónica Botero | Marina Efron & Carmen López-Areal |